# 亞特蘭大勇士
亞特蘭大勇士（英語：Atlanta Braves）是位於喬治亞州亞特蘭大的一支美國職棒大聯盟球隊。創立於波士頓（1871年-1952年），後遷至密爾瓦基（1953年-1965年），於1966年遷至亞特蘭大。是國家聯盟仅存的兩支創始球隊之一（另一支球隊為芝加哥小熊）。目前隸屬於國聯東區 （1969年-1993年隸屬於國聯西區）。
自1970年代起到2007年，電視頻道TBS將球隊賽事轉播全國，球隊建立起全國性的球迷基礎，令球隊獲得了美國之隊（America's Team）的稱號。
他們最著名的就是連續14年分區冠軍的紀錄，（1991年－2005年，除了1994年因罷工縮短球季），居所有北美職業運動之冠，而這段期間內5次進入世界大賽並在1995年拿下一座冠軍。歷史上，共贏得4次世界大賽 — 分別為1914年波士頓勇士，1957年密爾瓦基勇士，1995年、2021年亞特蘭大勇士，是大聯盟唯一在三個不同城市均贏得過世界大賽冠軍的球隊。

## 歷史

### 波士頓時代

#### 1869年－1871年
辛辛那提紅長襪是創立於1869年的第一支職棒隊伍，旋即在1870年解散。當時哈利·萊特及他的兄弟喬治·萊特以及兩位紅長襪的球員搬到了波士頓，組成了波士頓紅長襪的核心並成為了國家職業棒球員協會（簡稱國家協會）的特許成員。紅長襪的創立，可被視為是美國最早的職業運動。（另一支隊伍為芝加哥小熊，因為1871年的芝加哥大火，所以1872至1873年並沒有比賽。） 投手艾爾·斯伯丁以及二壘手羅斯·巴恩斯（Ross Barnes），這兩位由洛克福德森林市挖角過來的選手成為了當時國家協會的明星球員。

#### 1871年-1913年
在萊特兄弟與巴恩斯和斯伯丁兩位球員的率領之下，紅長襪稱霸了國家協會，贏得了4個聯盟冠軍。1876年，該隊成為了國家聯盟的特許成員之一，有時亦被稱為波士頓紅帽（辛辛那提紅長襪為另一個特許成員）。球隊於1883年改名為波士頓食豆人，仍沿用紅色做為主色。
在國家聯盟成立的頭幾年，波士頓紅帽贏得了1877與1878年的冠軍。總體來說，波士頓紅帽／食豆人隊在19世紀是支勁旅，期間總共贏得了8屆冠軍。當時的總教練法蘭克·賽利（Frank Selee）相當高明，在1898年甚至取得了102勝-47敗的偉大季賽戰績（僅149場比賽就獲得超過100勝）。
當美國聯盟在波士頓成立另一支球隊的時候，食豆人差一點就得解散，因為對方支付了更高的薪水，使得大部分的球員都跳槽到新球隊。在1900~1913年之間，球隊有6年輸了超過100場比賽。當時美聯的波士頓球隊由美國人一路改名至紅襪。在此同時食豆人也在1907年改名為鴿子，1911年改為竊賊，1912年又改為勇士。

#### 1914年：奇蹟
勇士在這一年的開季一如往常是4勝18敗的慘澹表現。在7月4號（美國國慶）當天它們輸掉了對布魯克林道奇的雙重賽，使得戰績成為了26勝40敗，落後聯盟首位紐約巨人達到15場勝差（巨人是國聯1911~1913的冠軍）。自此之後，勇士的表現脫胎換骨，從7月6號到9月5號之間，他們共贏了41場比賽（僅12場落敗）。並且在9月7日與8日對巨人的三連戰中取得了2勝，也順勢登上了聯盟首位，在三連戰後他們又取得了25勝6敗的佳績，而同時巨人僅16勝16敗。是史上唯一在7月4日還是墊底卻在季末取得分區冠軍的隊伍。
在世界大賽中，他們以直落4橫掃美聯冠軍費城運動家。而二壘手也獲得了查莫獎（Chalmers Award）。
值得一提的是勇士的世界大賽主場是在租用來的芬威公園（現波士頓紅襪主場）舉行的。新的勇士球場最終在1915年季末開幕，它擁有4萬個座位以及廣大的外野區域。

#### 1915年-1953年
勇士經營權在1923年由埃米爾·富克斯（Emil Fuchs）取得，為了票房與人氣，他於1935年把球星貝比·魯斯（Babe Ruth）從紐約洋基交易過來，但是當時的魯斯除了打擊能力以外，防守與跑壘都相當薄弱，最終在當年6月1日宣布退休。而1935年勇士的戰績也是慘不忍賭的38勝115負，.248的勝率成為了大聯盟第三爛的紀錄，同時也是國聯第二爛。（最差的紀錄是由克里夫蘭蜘蛛於1899年寫下）
球隊於1936年至1940年間改名為蜜蜂，又於1941年改回勇士。之後的勇士由名人堂左投華倫·史潘（Warren Spahn）撐起了堅強的陣容。在1948年又贏回了聯盟冠軍，卻在當年的世界大賽中以2勝4敗輸給了克里夫蘭印地安人。
1953年3月15日，球隊宣布搬遷至密爾瓦基。

### 密爾瓦基時代

#### 1953年-1965年
勇士在密爾瓦基受到了盛大的歡迎，搬家的第一季就取得了92勝62敗的佳績，該年進場人數創下了國聯的新紀錄達到了180萬人。這使得其他的球團老闆眼紅不已，因此費城運動家、聖路易布朗、布魯克林道奇及紐約巨人紛紛搬離了原本的城市，另闢新局。
50年代，勇士在打擊方面有強打者艾迪·馬修（Eddie Mathews）與巨砲漢克·阿倫（Hank Aaron）（兩人合計在勇士擊出1,226支全壘打），投手方面則有史潘、盧·伯德特（Lew Burdette）與鮑伯·布爾（Bob Buhl）。1957年，勇士終於又獲得分區冠軍，而漢克阿倫成為了當年度的MVP，同時也是國聯的全壘打與打點雙冠王。最值得一提的是，漢克阿倫在聯盟冠軍賽以再見2分全壘打擊敗聖路易紅雀，並且在世界大賽中擊敗紐約洋基。伯德特在系列賽中完投3場（2場完封），獲得了系列賽MVP榮譽。
1958年勇士又打入世界大賽，對手依然是洋基，最後以3-4敗給洋基。1959年勇士敗給道奇，無緣打入世界大賽。
1960年伯德特與史潘均投出一場無安打比賽。1961年史潘又投出另一場無安打比賽並達成生涯300勝里程碑。1962年阿倫擊出45支全壘打，1963年又擊出44支全壘打以及130分打點，該年史潘也投出23勝7敗的戰績。
亞特蘭大興建了全新的球場，可以同時讓大聯盟（MLB）球隊與美式足球（NFL）球隊使用。在堪薩斯市運動家拒絕搬到亞特蘭大之後（於1968年搬到奧克蘭），勇士表明了極大的興趣，最終在1966年由密爾瓦基搬到了亞特蘭大。

### 亞特蘭大時代

#### 1966年－1990年
1966年是勇士在亞特蘭大的第1年，雖然在國聯排名第5，但吸引了150萬亞特蘭大的球迷。1969年，國聯開始分為東西兩區，勇士屬於西區，並在這1年奪得西區冠軍，但在國聯冠軍賽中敗北。1971年，漢克艾倫擊出生涯第600支全壘打，捕手Earl Williams則轟出33發，創下勇士新人紀錄，同時獲選為當年最佳新人獎。1974年，漢克·阿倫打破貝比魯斯714支全壘打紀錄，成為新的全壘打王。（艾倫在1976年退休，全壘打的最終紀錄為755支）1975年，電視鉅子Ted Turner（即CNN的老闆）買下勇士，但仍無法擺脫勇士在整個70年代積弱不振的命運。
1982年，在兩屆國聯MVP（1982，1983）外野手Dale Murphy的領軍下，取得分區冠軍，但在國聯冠軍賽中遭聖路易紅雀擊敗。1986年，一壘手Bob Horner單場擊出4發全壘打，成為大聯盟史上第11人，但勇士仍以8-11輸給蒙特婁博覽會。1984-1990年，勇士勝率均未達五成，並在1988年－1990年連續三年敬陪末座。外野手Dave Justice則在1990年為勇士抱得一座年度最佳新人獎。

#### 1991年－2005年
90年代的勇士從1991年起大放異彩，在季賽中從落後道奇9.5場勝差，一路狂奔到以1場勝差氣走道奇，奪下西區龍頭寶座，又在國聯冠軍賽中以4勝3敗力擒匹茲堡海盜，晉級世界大賽，與明尼蘇達雙城鏖戰至第七戰的第10局方以1分飲恨。勇士三壘手Terry Pendleton獲選國聯MVP，投手湯姆·葛拉文贏得賽揚獎，總教練巴比·考克斯則獲頒年度最佳教練。
1992年，勇士再度以4勝3敗擊退海盜，闖入世界大賽，但遭多倫多藍鳥啄碎冠軍夢（藍鳥亦因此成為第一支非美國的世界大賽冠軍隊）。
1993年球季，勇士與舊金山巨人激烈拼戰至季賽最後的一天，方以104勝三連霸西區冠軍，但在國聯冠軍賽中敗給費城費城人。巨投葛瑞格·麥達克斯贏得個人第二座，也是在勇士的第2座賽揚獎。
1995年，麥達克斯以客場18連勝寫下大聯盟新紀錄，同時以19勝2敗，1.63自責分率，連續第四年贏得賽揚獎。勇士在世界大賽中擊倒克里夫蘭印地安人，奪下隊史第3座世界冠軍，也成為第1支在三個不同城市（波士頓、密爾瓦基、亞特蘭大）拿到世界冠軍的球隊。
次年，勇士在衛冕之路上遭遇紐約洋基，在世界大賽中先勝2場，接著4連敗喪失連霸的機會。投手約翰·史摩茲加入葛拉文與麥達克斯的行列，贏得國聯賽揚獎，3人號稱勇士3巨頭。
1997年勇士的新球場—透納球場（Turner Field）開幕，勇士延續1991年以來的氣勢，以101勝取得分區冠軍，連續第6年打入國聯冠軍賽，但不敵佛羅里達馬林魚。
1998年勇士打出106勝56敗的隊史最佳成績，卻再度於國聯冠軍賽中敗北。葛拉文獲選為國聯最佳投手，抱回個人第2座賽揚獎。
1999年是勇士在90年代第8度打入國聯冠軍賽，第五度晉級世界大賽，不幸被美聯霸主洋基橫掃出局。三壘手奇伯·瓊斯獲選國聯MVP。
進入21世紀的勇士依舊繼續稱霸國聯東區，但在2000年季後賽第1輪即被紅雀給擊敗，是自1991年以來首次在國聯冠軍賽中缺席。游擊手Rafael Furcal直接自小聯盟A級球隊跳級至大聯盟，以2成95打擊率及刷新隊史菜鳥紀錄的40次盜壘獲得年度最佳新人。
勇士在2001年重返國聯冠軍賽，卻被亞利桑那響尾蛇擊退。2002年，勇士在季賽取得101勝，總教練考克斯成為國聯第1位有5個球季達到100勝以上的教頭。巨投麥達克斯則是第1位連續15個球季有15勝以上紀錄的投手，同時連續13年獲得金手套獎。同時勇士也創了連續14年都打進季後賽的紀錄。

#### 2010年
以外卡晉級的勇士在季後賽第一輪中以1勝3負遭巨人淘汰，而無法晉級國聯冠軍賽。

#### 2011年
8月底，勇士一度在國聯外卡爭奪戰中，領先當時競爭者聖路易紅雀10場半勝場，其後一個月間紅雀繳出22勝9負的神奇表現，在常規賽還剩最後一場的情況下追平了勇士，例行賽最終戰勇士主場在9局上半3比2領先的情況下被費城費城人追平，並在第13局1分逆轉。加上紅雀在休士頓太空人的主場8比0完封對手，勇士從而被紅雀一舉完成了不可能之大逆轉而痛失國聯季後賽外卡。

#### 2012年
2012年，在國聯外卡以3：6輸給聖路易紅雀。同時也是名人堂球星奇伯·瓊斯生涯最終戰。

#### 2013年
2013年球季，勇士打出亮眼成績以96勝66敗拿下國聯東區冠軍，卻在國聯分區賽以1勝3敗負於新邪惡帝國洛杉磯道奇，已經連續輸掉六次國聯分區賽，上一次挺進國聯冠軍賽，已經要追溯至2001年（當時以1勝4敗輸給亞利桑那響尾蛇）。

#### 2016年
勇士把兩屆游擊手金手套Andrelton Simmons送到洛杉磯安那罕天使，換來天使潛力新秀Sean Newcomb、Chris Ellis、老將Erick Aybar，2.5M現金。勇士開季陷入一波連敗，直到Jackie Robinson日客場擊敗馬林魚才開胡。

#### 2017年
新主場太陽信託公園開幕，以國家聯盟東區第三名坐收。季末將Matt Kemp送到洛杉磯道奇，換得四名球員。

#### 2018年：重建有成，回到季後賽
9月22日，勇士以5：3打敗費城人，奪下睽違5年的國聯東區冠軍，並成為本季首支確定闖進季後賽的國聯球隊。
勇士的對手為國西冠軍，但直到道奇在主場舉行的加賽以5：2擊退落磯完成國西6連霸後，勇士才確定繼2013年再度於NLDS碰上道奇。
NLDS前2戰，勇士受制於道奇2大先發左投（柳賢振和克萊頓·克蕭）和牛棚，不但合計吞了18顆鴨蛋，連安打加總起來也只有可憐的9支。G3是勇士新主場SunTrust Park史上第1場季後賽，勇士以6：5保住顏面，G4也一度有機會扳平戰局，但可惜的是牛棚9上爆炸，被道奇攻下4分，終場2：6輸球，系列賽也和5年前一樣以1：3落敗。

#### 2019年：連續兩年分區封王
9月14日，勇士以6：0打敗舊金山巨人，成為繼洛杉磯道奇後確定闖進季後賽的國聯球隊，加上完成國家聯盟東區二連霸，確定在國聯分區賽與聖路易紅雀交手。
勇士國聯分區戰G1主場迎戰紅雀，6局打完還取得2分領先，沒想到紅雀在8局展開攻勢，葛施密特（Paul Goldsmichdt）生涯9場季後賽第5轟幫助球隊追平比數，9局歐祖納（Marcell Ozuna）、王克頓（Kelton Wong）接連的2分打點車布邊二壘安打下4分，而下半局勇士的全壘打攻勢也被擋下，終場6比7惜敗。
紅雀與勇士的分區系列賽第一戰打出大分，第二戰風格一轉，勇士先發投手佛提奈維奇（Mike Foltynewicz）七局無失分，加上杜沃（Adam Duvall）一發代打兩分砲，終場以3：0完封贏球，將戰績扳平為一勝一敗。紅雀先發投手弗列爾提（Jack Flaherty）下半季16場先發拿下7勝2敗、防禦率0.93，今天送出八次三振，但也被敲出八支安打，有一次保送，丟掉三分承擔敗投。
國聯分區系列賽，紅雀與勇士之戰，雙方先發投手形成投手戰，結果紅雀終結者C.馬丁尼茲（Carlos Martinez）上場放火單局掉3分，終場勇士以3：1逆轉勝紅雀，系列賽2勝1敗優勢。
只要再贏一場就能晉級國聯冠軍戰，勇士7日在客場和紅雀鏖戰到延長賽，被紅雀捕手莫里納（Yadier Molina）擊出再見高飛犧牲打以4：5落敗，兩隊在5戰3勝的分區系列賽戰成平手，將在第5戰決定誰能晉級國聯冠軍賽。
國聯分區系列戰G5勇士10日主場迎戰紅雀，在這場一戰定生死的比賽，勇士首局上各種荒腔走板演出，讓紅雀在沒有敲出全壘打的情況下海灌10分，早早奠定比賽勝基，終場勇士就以1比13慘敗，只能眼看紅雀相隔5年再闖國聯冠軍戰。

#### 2020年：連續三年分區封王
勇士靠著外野手Marcell Ozuna雙響砲暫時成為新國聯全壘打王、一壘手Freddie Freeman （也有1轟）與二壘手Ozzie Albies猛打賞以及年輕右投Bryse Wilson 5局無失分好投的帶領下，在同區一、二名的內戰中以11：1大勝邁阿密馬林魚，拿下本季的第33勝，也確定完成國聯東區冠軍3連霸的霸業。
國聯外卡賽首戰，國東龍頭勇士迎戰第7種子紅人，雙方形成投手戰，一路僵持至13局，勇士靠著當家重砲佛里曼（Freddie Freeman）的再見安打，終場以1：0氣走對手，搶下聽牌優勢。
昨日和紅人激戰至延長賽13局才贏得比賽，國聯外卡賽第二戰勇士打線捧場，菜鳥投手安德森（Ian Anderson）6局無失分好投領銜，打線兩發全壘打支援，以5：0再拿下勝利系列賽橫掃紅人晉級分區冠軍，和同區邁阿密馬林魚交手。
國聯分區系列賽首戰，勇士與馬林魚就打出火氣，勇士Ronald Acuna Jr.開轟後挨砸。最後勇士靠著7局下灌進6分逆轉，以9比5擊敗馬林魚，賽後Acuna表示，他不會向任何人道歉。
勇士今天以7比0完封馬林魚，在國家聯盟5戰3勝制分區系列賽完成3連勝橫掃，自2001年以來首次打進國聯冠軍系列賽，將在台灣時間13日同樣橫掃聖地牙哥教士的洛杉磯道奇首度國國聯冠軍賽對決。
國聯冠軍賽首戰上演低比分投手戰，最後勇士靠著9局上第9棒Austin Riley轟出致勝陽春砲打破僵局，以5比1擊退洛杉磯道奇旗開得勝，在系列賽取得1勝0敗領先。
國聯冠軍賽第2戰，勇士在4局上靠著陣中砲手佛里曼（Freddie Freeman）的兩分彈打開進攻火力，9局打完取得5分領先，不過道奇在9下展現反攻氣勢讓勇士嚇出一身冷汗，但終場勇士仍以8：7擊敗道奇拿下客場2連勝。
國聯冠軍賽第3戰，勇士一開賽就被道奇火力就打爆，單局灌進創紀錄的11分，最終以3比15慘敗給道奇被扳回一城。不過前3戰打完勇士還是以2勝1敗暫時領先。
國聯冠軍賽第4戰，在Marcell Ozuna生涯季後賽第2場雙響砲表現帶領下，勇士16日以10比2擊倒道奇，在國聯冠軍賽取得3勝1敗取得聽牌優勢。
國聯冠軍賽第5戰，勇士投手Will Smith被道奇捕手Will Smith於6局上轟出逆轉3分砲，最終勇士以3比7敗給道奇，在國聯冠軍戰被追到3勝2敗只領先1場。
國聯冠軍賽第6戰，勇士只差一勝就能繼1999年再度挺進世界大賽，仍以1比3敗給道奇，連敗後在國聯冠軍賽被追平，逼出一戰定生死的第7戰。
國聯冠軍賽第7戰，雙方分別由安德森（Ian Anderson）、梅伊（Dustin May）先發，寫下MLB史上首次出現，在季後賽攸關晉級的「殊死戰」中，兩隊皆由菜鳥先發的紀錄。安德森這場比賽投3局掉2分，梅伊再度擔任「假先發」，投1局掉1分，兩人都無關勝敗。勇士這場比賽頭兩名打者都獲保送，第3棒的歐蘇納（Marcell Ozuna）擊出左外野方向的安打，讓球隊先馳得點。2局上半，勇士首名打者史萬森（Dansby Swanson）在球數1好1壞的情況下，將對方一記88.6英里的滑球轟上第二層看台，這支全壘打讓勇士2比0領先道奇。但道奇3下2出局後展開反撲，特納（Justin Turner）獲保送、曼西（Max Muncy）敲出二壘安打後，史密斯（Will Smith）揮出中外野方向兩分打點安打，讓球隊扳平比數，這也是安德森2020年季後賽至今，出賽4場投18.1局以來的首次失分。
勇士4上前兩名打者獲保送後，萊利（Austin Riley）中外野方向安打讓球隊以3比2要回領先，可惜後續出現跑壘失誤，未能一舉將領先拉開。5上弗利曼（Freddie Freeman）中外野方向一支有機會形成全壘打的深遠飛球，遭道奇中外野手貝茲（Mookie Betts）沒收，也未能再讓勇士添得分數。6下道奇首名打者赫南德茲（Enrique Hernandez）將一個97.3英里四縫線速球轟出中外野全壘打牆，讓球隊扳平比數。
道奇7下前兩名打者都遭三振，貝林格將一個94英里的伸卡球轟上右外野第二層看台，讓道奇逆轉戰局。最終勇士就以3比4惜敗道奇，在國聯冠軍賽一度以3勝1負領先的優勢，最終以3比4遭到道奇逆轉敗，無緣繼1999年以來首度打進世界大賽。

#### 2021年：睽違26年世界大賽冠軍
勇士擊敗費城人後，確定連續四年拿下國聯東區王座和季後賽，以例行賽88勝73敗勝率0.547（為本季10支晉級季後賽隊伍中例行賽勝場數唯一不到90勝），暌違22年後重返世界大賽，與休士頓太空人爭奪隊史145年來第4次世界大賽冠軍，系列賽4比2拿下了睽違26年的隊史第4座世界大賽冠軍。

#### 2022年：連續五年分區封王
衛冕軍勇士以2：1擊退國民拿下國東第一，也是國東五連霸，朝向世界大賽二連霸前進。
國聯分區系列賽第1戰。衛冕軍勇士在9局下半展現他們一貫的韌性，但是費城人前半場造成的傷害過大，最終勇士6比7落敗，在五戰三勝制的比賽陷入落後。勇士王牌左投弗里德（Max Fried）大為失態，3.1局被打6分種下敗因。
國聯分區系列賽第2戰，國聯勝投王萊特（Kyle Wright）掛帥先發，主投6局無失分，3名後援投手也都沒掉分，加上打線6下一口氣打回3分，讓勇士最終3比0完封費城人，在系列賽扳平戰局。
國聯分局系列賽第3戰，勇士推出史崔德（Spencer Strider）先發，本季例行賽面對費城人，史崔德在21.1局中僅丟3分責失，本季對戰防禦率低到只有1.27，不過史崔德9月中旬進入傷兵名單後就未曾出賽，勇士仍大膽啟用這位沒有季後賽經驗的菜鳥。投了2局好球後，史崔德在3局下徹底爆炸，包含荷斯金斯的全壘打在內狂丟5分，上場接替的迪倫李（Dylan Lee）也無法止血，再被哈波擊出陽春砲，費城人單局轟下6分也提前確認了比賽勝負，終場1:9落敗陷入了系列賽被聽牌劣勢。
國聯分區系列賽第4戰，系列賽1比2落後退無可退的勇士，卻被費城人打線先以重砲轟炸，中段戰又挨接連短安狙擊，終場勇士在客場以3比8吞下敗仗，系列賽1勝3敗被淘汰。

#### 2023年：連續六年分區封王
9月14日，勇士以4：1擊退分區勁敵費城人連續6年拿下國聯東區冠軍，連續6年登上分區王座，手握史上最多23座分區冠軍，持續堆高斧頭幫障礙。
國聯分區賽以1勝3敗不敵費城人，並連兩年止步分區賽。

## 棒球名人堂球員
| 波士頓 - 厄爾·艾佛瑞爾 - 戴夫·班克羅夫特 - 丹·布魯瑟茲 - 約翰·克拉克森 - 吉米·科林斯 - Hugh Duffy - 強尼·艾佛斯 - 柏雷·葛萊姆斯 - 比利·漢米爾頓 - 比利·赫曼 - 羅傑·霍斯比 - 喬·凱里 - King Kelly - 厄尼·隆巴迪 - 艾爾·羅培茲 - 瑞比·馬蘭維爾 - 魯布·馬夸德 - Tommy McCarthy - Bill McKechnie - 喬·梅德威克 - 基德·尼可斯 - Jim O'Rourke - 查爾斯·拉德布恩 - 貝比·魯斯 - 艾爾·西蒙斯 - 喬治·希斯勒 - 華倫·史潘 - 凱西·史丹格爾 - 艾德·沃爾許 - 洛伊德·華納 - 保羅·華納 - 維克·威利斯 - George Wright - Harry Wright - 賽·揚 |  | 密爾瓦基 - 漢克·阿倫 - 艾迪·馬修斯 - 菲爾·尼可羅 - 瑞德·薛恩汀斯特 - 伊諾斯·史勞特 - 華倫·史潘 亞特蘭大 - 漢克·阿倫 - 奧蘭多·塞佩沙 - 菲爾·尼可羅 - 蓋洛·佩里 - Hoyt Wilhelm |

## 退休號碼

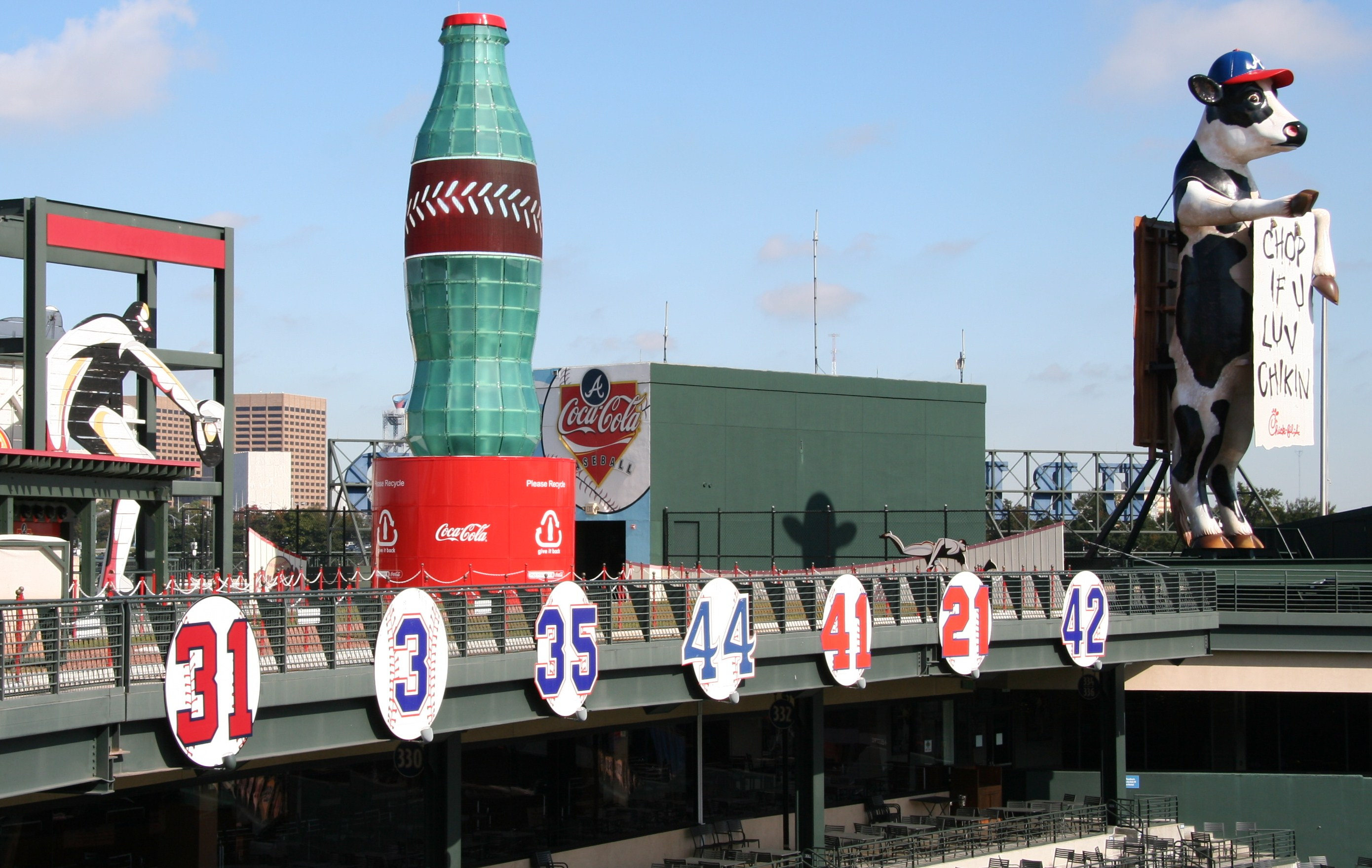
透納球場退休號碼

- 3 戴爾·墨菲，外野手，亞特蘭大 1976年-1990年
- 6 巴比·考克斯，三壘手，紐約 1968年-1969年 ﹔總教練1978-1985年、1990-2010年
- 10 奇伯·瓊斯，三壘手，亞特蘭大 1993年-2012年
- 21 華倫·史潘，投手，波士頓 1942年-1952年，密爾瓦基 1953年-1964年
- 29 約翰·史摩茲，投手，亞特蘭大 1988年-2008年
- 31 葛瑞格·麥達克斯，投手，亞特蘭大 1993年-2003年
- 35 菲爾·尼可羅，密爾瓦基 1964年-1965年，亞特蘭大 1966年-1983年、1987年（1場）
- 41 艾迪·馬修斯，三壘手，波士頓 1952年，密爾瓦基 1953年-1965年，亞特蘭大 1966年；總教練 1972年-1974年
- 44 漢克·阿倫，外野手，密爾瓦基 1954年-1965年，亞特蘭大 1966年-1974年
- 47 湯姆·葛拉文，投手，亞特蘭大 1987年-2002年
- 42 傑基·羅賓森，1997年起大聯盟所有球團的共同退休背號

艾迪·馬修斯是唯一在三個不同城市都待過的球員。

## 附屬小聯盟球隊
- 3A: 葛溫奈特銀花鱸 （Gwinnett Stripers）, 國際聯盟 （International League）
- 2A: 密西西比勇士 （Mississippi Braves）, 南方聯盟 （Southern League）
- 高階1A: 羅馬君主 （Rome Emperors）, 南大西洋聯盟 （South Atlantic League）
- 1A: 奧古斯塔綠蜂 （Augusta GreenJackets）, 卡羅萊納聯盟 （Carolina League）
- 新人聯盟: 多明尼加夏季聯盟勇士 （Dominican Summer League Braves）, 多明尼加夏季聯盟 （Dominican Summer League）
- 新人聯盟: 佛羅里達基地聯盟勇士 （Florida Complex League Braves）, 佛羅里達基地聯盟 （Florida Complex League）

## 外部連結
- 亞特蘭大勇士官方網站 （页面存档备份，存于）（英文）
- 亞特蘭大勇士的Facebook專頁
- 亞特蘭大勇士的Instagram帳戶
- 亞特蘭大勇士的X（前Twitter）
- YouTube上的亞特蘭大勇士頻道
- Team index page （页面存档备份，存于） at Baseball Reference

| 獎項                                                     | 獎項                             | 獎項                                    |
| -------------------------------------------------------- | -------------------------------- | --------------------------------------- |
| 前任： 費城運動家 紐約洋基 多倫多藍鳥（1993） 洛杉磯道奇 | 世界大赛冠军 1914 1957 1995 2021 | 繼任： 波士頓紅襪 紐約洋基 休士頓太空人 |